# Chasseneuil-sur-Bonnieure

Chasseneuil-sur-Bonnieure este o comună în departamentul Charente, Franța. În 1 ianuarie 2022 avea o populație de 3.103 de locuitori.